# Lanceersite voor V1-raketten in het Bois des Huit-Rues

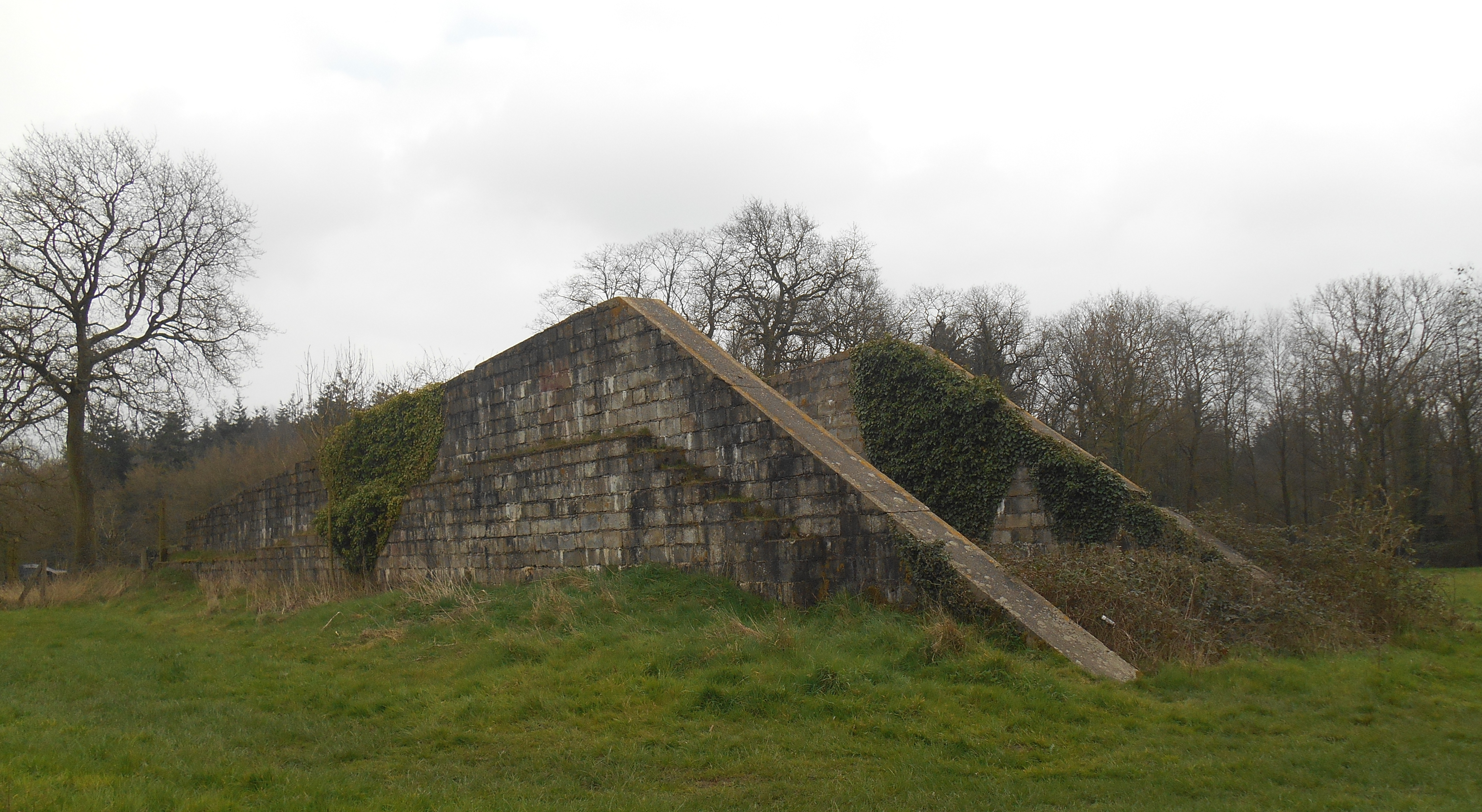
Lanceerplatform

De lanceersite voor V1-raketten is een overblijfsel uit de Tweede Wereldoorlog, gelegen in het Bois des Huit-Rues op de grens van de Noord-Franse gemeenten Moerbeke en Waalskappel.
De basis werd in 1943 aangelegd door de nazi-bezetter om van daar uit V1-projectielen af te vuren op Londen en Zuid-Engeland.
De basis werd door de geallieerden zodanig gebombardeerd in het kader van de Operation Crossbow dat van daar uit geen enkel projectiel kon worden afgevuurd.
In 2007 werden de restanten van deze basis geklasseerd als monument historique.